# 1879 Broederstroom
1879 Broederstroom este un asteroid din centura principală, descoperit pe 16 octombrie 1935 de Hendrik van Gent.